# Четвериков, Владимир Юрьевич
Владимир Юрьевич Четвериков (19 марта 1950 — 25 января 2020) — советский и российский футбольный тренер. Заслуженный тренер РСФСР (28.06.1978).

## Биография
Воспитанник футбольной школы ЦСКА с 1961 года. Вызывался в юношескую сборную СССР. На взрослом уровне в соревнованиях мастеров не выступал.
Более 10 лет работал детским тренером в ДЮСШ ЦСКА (Москва), некоторое время был директором армейской СДЮШОР. Тренер дубля ЦСКА 1975 года, победителя первенства СССР среди дублёров. В 1976—1978 годах — тренер юношеских сборных Москвы и РСФСР. В 1983 году входил в тренерский штаб основной команды ЦСКА, а в 1986 году возглавлял ЦСКА-2 во второй лиге.
В 1991 году возглавил женскую команду ЦСКА, с которой в дебютном сезоне стал бронзовым призёром первой лиги СССР. С 1992 года со своим клубом выступал в высшей лиге России, однако по окончании сезона 1993 года клуб был расформирован. Затем в 1994—1995 годах тренировал клуб женской высшей лиги «СиМ».
В 2001 году работал с мужским клубом второго дивизиона «Коломна».
В 2009 году возглавлял женскую команду «Измайлово», занявшую четвёртое место в высшей лиге.
Много лет возглавлял клуб по пляжному футболу «Строгино», дважды стал чемпионом России, завоевал четыре серебряные и две бронзовые награды, дважды выиграл Кубок России. Многие его воспитанники стали основными игроками сборной России по пляжному футболу.
Окончил ГЦОЛИФК (1992).
Скончался 25 января 2020 года на 70-м году жизни. Прах захоронен на Донском кладбище.